# Гуанакасте (провінція)
Гуанакасте (ісп. Guanacaste) — одна з 7 провінцій Коста-Рики.

## Географія
Знаходиться в північно-західній частині країни вздовж узбережжя Тихого океану і його заток — Нікоя, Папагайо і Санта-Елена. Значна частина знаходиться на півострові Нікоя. Межує з провінціями Алахуела на сході, Пунтаренас на південному сході і державою Нікарагуа на півночі. Адміністративний центр — місто Ліберія (Коста-Рика). У Ліберії знаходиться другий міжнародний аеропорт Коста-Рики — Аеропорт Даніель Одубер. Інші важливі міста — Каньяс, Нікоя, Філадельфія. Є найбільш малонаселеною провінцією Коста-Рики. Чисельність населення — 326 953 чол. (2011). Займає друге місце за площею — 10 141 км².
У провінції знаходиться кілька національних парків: національний парк Пало-Верде, національний парк Барра-Онда, національний парк Санта-Роса, Гуанакасте, національний парк Вулкан Рінкон-де-ла-Велья, національний парк Вулкан Теноріо, Лас-Баулас, національний парк Дірія.

## Історія
Своє найменування провінція отримала від назви дерева Гуанакасте (ентеролобіум круглоплідний), яке росте повсюдно і є одним з національних символів Коста-Рики.
У гирлі річки Діквіс, в 1930 роках були знайдені доісторичні кам'яні кулі (петросфери) — археологічні пам'ятники доколумбових цивілізацій.
За версією історика Ов'єдо-і-Вальдеса, затока і півострів Нікоя європейцями були відкриті в 1518 році експедицією Гаспара Еспіноси. Будучи в складі Іспанської імперії, в 1814 році провінція Ґуанакасте е разом з півостровом добровільно відокремилася від Нікарагуа і приєдналася до Коста-Рики. 25 липня 1825 року приєднання було підтверджено на місцевому референдумі. Цей день став одним з національних свят.

## Кантони
Провінція розділена на 11 кантонів:
1. Абангарес
2. Багасес
3. Каньяс
4. Каррільйо
5. Ла-Крус
6. Ліберія
7. Нандаюре
8. Нікоя
9. Оханча
10. Санта-Крус
11. Тиларан

Південна частина півострова Нікоя і однойменної затоки в даний час (2010) знаходиться під юрисдикцією провінції Пунтаренас, однак суперечки про його приналежність ще тривають.

## Економіка
Основа економіки — тваринництво, проте розведення великої рогатої худоби поступово зменшується у зв'язку з міжнародним зниженням цін на яловичину. У сільському господарстві особливе значення надається вирощуванню рису, бавовни, цукрової тростини, кукурудзи, сорго, квасолі, овочів, кави і фруктів. Останнім часом активно розвивається екотуризм.

## Галерея

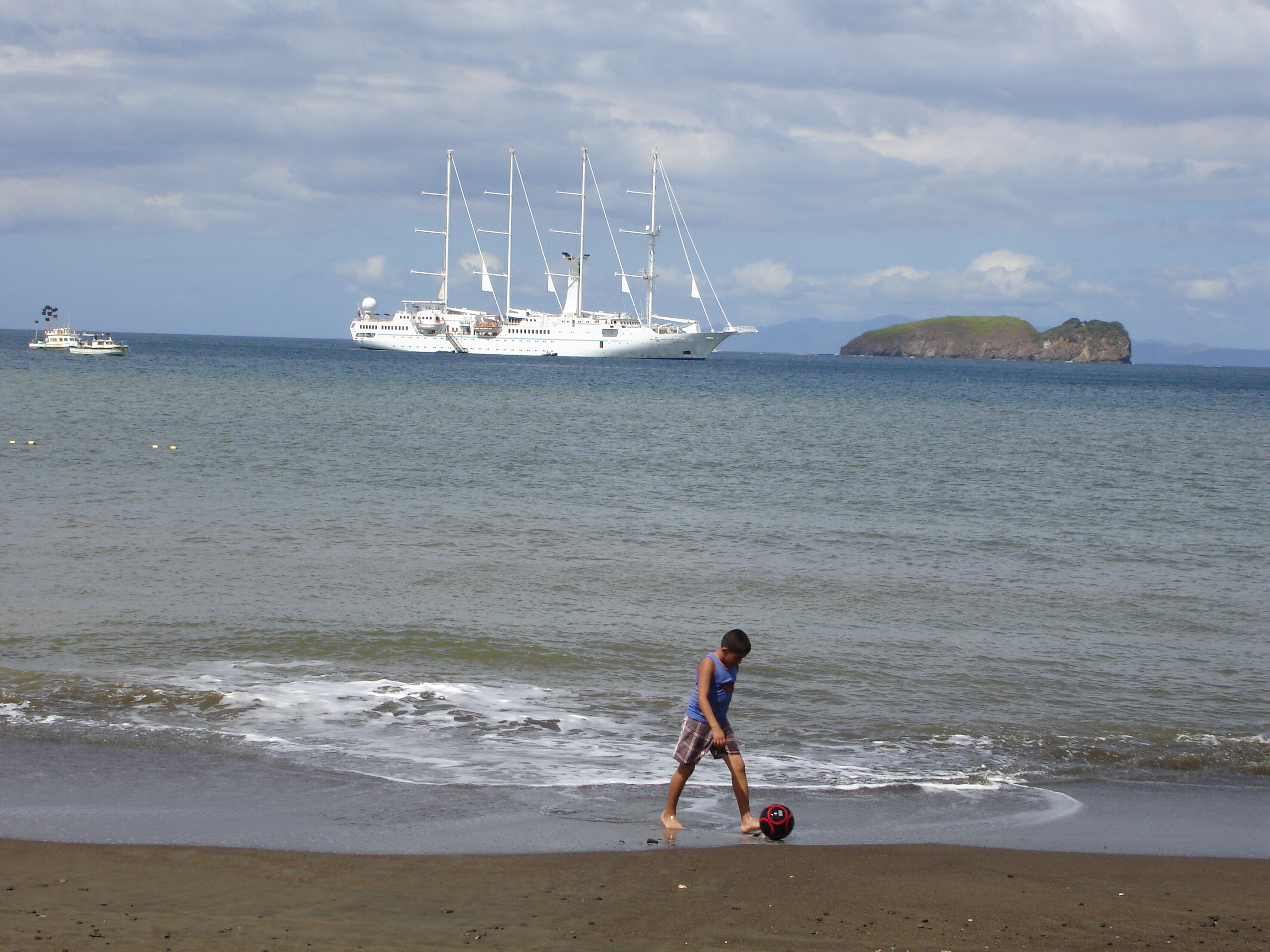
На узбережжі
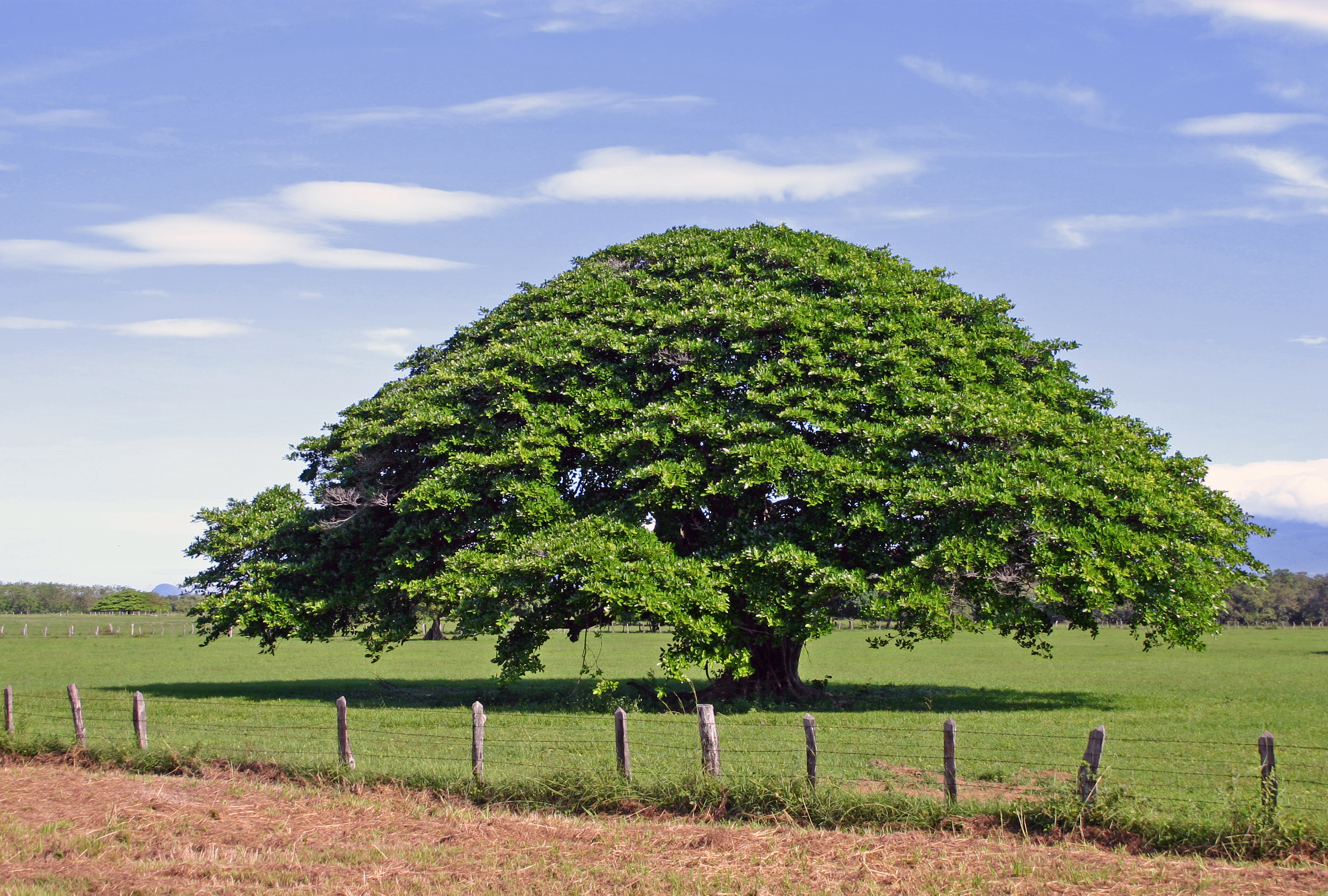
Дерево Ґуанакасте